# Anhidrocaïnita
L'anhidrocaïnita és un mineral de la classe dels sulfats. Rep el seu del terme anhydro, que significa "sense aigua", i kainite, en al·lusió a la seva composició i la seva relació amb la caïnita.

## Característiques
L'anhidrocaïnita és un sulfat anhidre de potassi i magnesi, de fórmula química KMg(SO₄)Cl. El seu estat actualment és dubtós segons l'Associació Mineralògica Internacional. Possiblement es tracti de l'anàleg de magnesi de la belousovita.
Segons la classificació de Nickel-Strunz, l'anhidrocaïnita pertany a «07.BC: sulfats (selenats, etc.), amb anions addicionals, sense H₂O, amb cations de mida mitjana i gran», juntament amb els minerals següents: D'Ansita, alunita, amonioalunita, amoniojarosita, argentojarosita, beaverita-(Cu), dorallcharita, huangita, hidroniojarosita, jarosita, natroalunita-2c, natroalunita, natrojarosita, osarizawaïta, plumbojarosita, schlossmacherita, walthierita, beaverita-(Zn), ye'elimita, atlasovita, nabokoïta, clorotionita, euclorina, fedotovita, kamchatkita, piypita, klyuchevskita, alumoklyuchevskita, caledonita, wherryita, mammothita, linarita, schmiederita, munakataïta, chenita i krivovichevita.

## Formació i jaciments
Es forma per la deshidratació de la caïnita per intrusions de basalts en dipòsits de sal del nord d'Alemanya. Va ser trobada per primera vegada a la Baixa Saxònia (Alemanya), la qual és considerada la seva localitat tipus. També se n'ha trobat al dipòsit d'or de Hongshijing (Ruoqiang, Xina).